# ان‌جی‌سی ۶۹۸۴
ان‌جی‌سی ۶۹۸۴ (انگلیسی: NGC 6984) نام یک کهکشان مارپیچی میله‌ای است.